# شفيق رحيم
شفيق رحيم (5 يوليو 1987 بنكري سمبيلن في ماليزيا - ) هو لاعب كرة قدم ماليزي في مركز الوسط. شارك مع منتخب ماليزيا تحت 20 سنة لكرة القدم ومنتخب ماليزيا تحت 23 سنة لكرة القدم ومنتخب ماليزيا لكرة القدم. أما مع النوادي، فقد لعب مع نادي جوهر دار التعظيم ونادي سلاغور وPLUS F.C. ‏.

## وصلات خارجية
- شفيق رحيم على موقع الاتحاد الدولي (مؤرشف)  (الإنجليزية)
- شفيق رحيم على موقع قاعدة بيانات كرة القدم.إي يو (الإنجليزية)
- شفيق رحيم على موقع ناشيونال فوتبول تيمز (الإنجليزية)
- شفيق رحيم على موقع Soccerway.com (الإنجليزية)
- شفيق رحيم على موقع عالم كرة القدم.نت (الإنجليزية)